# Gouvernement Cañellas II
Îles Baléares
Cañellas I Cañellas III
Le gouvernement Cañellas II (en catalan : Segon Govern de Gabriel Cañellas) est le gouvernement des îles Baléares du 23 juillet 1987 au 6 juillet 1991, sous la IIe législature du Parlement.

## Historique
Ce gouvernement est dirigé par le président des îles Baléares conservateur sortant Gabriel Cañellas. Il est constitué de l'Alliance populaire (AP), du Parti libéral (PL) et de l'Union majorquine (UM). Ensemble, il dispose de 29 députés sur 59, soit 49,2 % des sièges du Parlement.
Il est formé à la suite des élections parlementaires du 10 juin 1987.

### Formation
Le 17 juillet 1987, Gabriel Cañellas remporte le vote d'investiture au Parlement par 29 voix favorables, 25 contre et 5 abstentions. Nommé président le 22 juillet suivant, le nouveau gouvernement de Gabriel Cañellas entre en fonctions le lendemain,.

## Composition
| Fonction                                                        | Titulaire | Titulaire                     | Parti |
| --------------------------------------------------------------- | --------- | ----------------------------- | ----- |
| Président                                                       |           | Gabriel Cañellas i Fons       | AP    |
| Président                                                       | PP        | Gabriel Cañellas i Fons       |       |
| Vice-président                                                  |           | Joan Huguet i Rotger          | AP    |
| Vice-président                                                  | PP        | Joan Huguet i Rotger          |       |
| Conseiller adjoint à la Présidence                              |           | Francesc Gilet Girart         | AP    |
| Conseiller adjoint à la Présidence                              | PP        | Francesc Gilet Girart         |       |
| Conseiller à l'Économie et aux Finances                         |           | Alejandro Forcades Juan       | AP    |
| Conseiller à l'Économie et aux Finances                         | PP        | Alejandro Forcades Juan       |       |
| Conseiller à la Fonction publique                               |           | Juan Simarro Marqués          | PDP   |
| Conseiller à la Fonction publique                               | PP        | Juan Simarro Marqués          |       |
| Conseillère à l'Éducation et à la Culture                       |           | Maria Antònia Munar i Riutort | UM    |
| Conseiller à l'Agriculture et à la Pêche                        |           | Pere Joan Morey Ballester     | UM    |
| Conseiller à la Santé et à la Sécurité sociale                  |           | Gabriel Oliver Capó           | Sans  |
| Conseiller aux Travaux publics et à l'Aménagement du territoire |           | Jerónimo Sáiz Gomila          | AP    |
| Conseiller aux Travaux publics et à l'Aménagement du territoire | PP        | Jerónimo Sáiz Gomila          |       |
| Conseiller au Tourisme                                          |           | Jaume Cladera Cladera         | Sans  |
| Conseiller au Commerce et à l'Industrie                         |           | Gaspar Oliver Mut             | AP    |
| Conseiller au Commerce et à l'Industrie                         | PP        | Gaspar Oliver Mut             |       |
| Conseiller au Travail et aux Transports                         |           | Pío Tur Mayans                | AP    |
| Conseiller au Travail et aux Transports                         | PP        | Pío Tur Mayans                |       |
| Conseiller sans portefeuille                                    |           | Mariano Matutes Riera         | Sans  |